# 三桥街道 (贵阳市)
三桥街道，是中华人民共和国贵州省貴陽市云岩区一个已撤销的街道办事处。
2012年前，下辖：三桥北路社区、圣泉社区、改茶社区、白云大道社区、新街社区、阳关社区、新阳关社区和建材厂社区。2012年8月14日，贵阳市人民政府通知决定撤销49个街道办事处，设立90个社区服务中心。